# اسطوره‌شناسی اسکاندیناوی

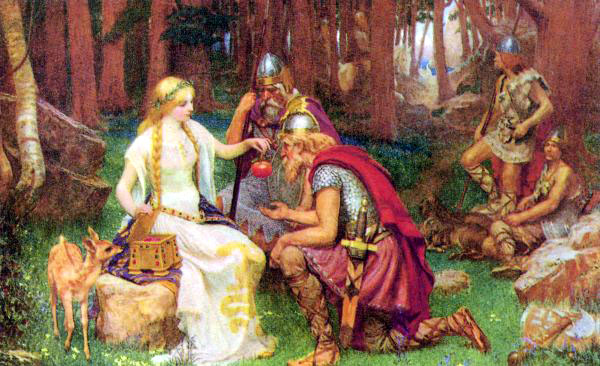
ایدون و سیب‌های جوانی

اسطوره‌شناسی اسکاندیناوی یا اسطوره‌شناسی نورس یا اسطوره‌شناسی نوردیک به اسطوره‌های مردمان ژرمنی شمال و کشورهای اسکاندیناوی می‌پردازد. منابع اساطیر بت‌پرستی نورس برخلاف اساطیر یونان یا مصر محدود هستند و به چند دست‌نوشته و منظومه محدود می‌شوند که مشهورترین آن‌ها ادای منظوم است، اما شکی نیست که در نظر اقوام باستانی شمال، ایزدان و اسطوره‌ها بسیار اهمیت داشتند و بسیاری هم ریشهٔ خاورمیانه‌ای دارند. در عوض به خاطر رواج کافرکیشی از سدهٔ دهم میلادی و سلطهٔ وایکینگ‌ها و قبایل ژرمنی در آن دوره این منابع نسبت به منابع اساطیری دیگر متأخرتر هستند و در برخی موارد جزئیات کامل‌تری دارند.

## تاریخچه و اسطوره‌شناسی
پس از سقوط امپراتوری رم در سدهٔ پنجم، قبایل ژرمنی در شمال اروپا، در قلمروهایی که قسمت غربی آلمان امروزی می‌شود و مدت کوتاهی از آن رومی‌ها بود، سکنی گزیدند. آن‌ها به زبان‌هایی حرف می‌زدند که نیای زبان‌های انگلیسی، آلمانی، هلندی، فلاندری، دانمارکی، سوئدی، نروژی و ایسلندی بود و نیز دین و اساطیر ویژهٔ خود را به آنجا منتقل کردند. در سرزمین اصلی اروپا و انگلستان، گرویدن به مسیحیت بدین معنا است که مدارک کمی از باورهای باستانی باقی‌مانده است، پس برای جزئیات بیشتر باید به اسکاندیناوی و ایسلند رجوع کرد، چون مسیحیت خیلی دیرتر به این دو سرزمین رسید. با وجود این، اهمیت ایزدان آن‌ها از نظر اقوام شمالی، و نفوذ دیررس این اسطوره‌ها به عنوان بخشی از میراث اروپایی، از اینجا معلوم می‌شود که در انگلیس و دیگر زبان‌های برآمده از ژرمنی، هنوز ایزدان شمال را در نام روزهای هفته به یاد می‌آورند. همانند «Tuseday» (سه‌شنبه) روز تیر، «Wednesday» (چهارشنبه) روز ادین/وُدن، «Thursday» (پنجشنبه) روز ثور و «Friday» (جمعه) روز ویژهٔ فریگ است.

### اسطوره‌شناسی
داستان‌های اسکاندیناویایی، مانند تمام اسطوره‌های خلقت راجع‌به خاستگاه دنیا، تلاش می‌کنند تا این پدیدهٔ طبیعی را توضیح دهند. قدیمی‌ترین روایات باقی‌مانده از اسطوره‌های اسکاندیناویایی، از طریق نویسندگان ایسلندی به‌دست ما رسیده است. این اسطوره‌ها خاستگاه خلقت را سرزمینی می‌دانند که در آنجا یخ و آتش با هم وجود دارد و خلقت مابین توده‌های یخ و آتشفشانهای بخاردار جزیره صورت واقع به خود می‌گیرد. سمت شمال این سرزمین، یخ و برف و سمت جنوب آن دنیای شعله‌ها و آتش جوشان است. زندگی در شکل اولین غول‌ها از تعامل بین این دو نیروی متضاد به‌ظهور رسید.
طبق اسطوره‌شناسی اسکاندیناویایی، در آغاز هیچ‌چیز نبود؛ به‌جز یک تهی‌بودگی وسیع که «گینونگاگپ» نام داشت. به‌تدریج دو حوزه و قلمرو در دو سوی این تهی‌بودگی ظاهر شدند. «موسپل‌هایم» که منطقهٔ گرما و آتش بود، در جنوب شکل گرفت و «نیفل‌هایم» که مکان سرما و یخ بود، در شمال ایجاد شد. در مرکز این دو ناحیه، هوای گرم موسپل‌هایم با هوای سرد نیفل‌هایم برخورد کرد. در اثر این برخورد هیولایی بزرگ به‌وجود آمد که غولی یخی به نام «یمیر» بود.
یمیر خوابید و همان‌گونه که هوای گرم موسپل‌هایم بر بدنش می‌وزید، عرق کرد و دیگر غول‌های یخی از زیر بازوی چپش ظاهر شدند که یکی مذکر و دیگری مؤنث بود. مرد شش‌سر دیگری هم از پاهای او ظاهر شد. در همین حین، یخی به‌شکل گاوی عظیم به نام «اودوملا» ذوب شد و شیر او اولین غول‌های یخی را تغذیه کرد. اودوملا یا گاو آغازین، غول‌ها را با چهار جریان شیری که از سینه‌اش جاری شد، تغذیه کرد و قدرت و وحشی‌گری آن‌ها را زیاد کرد. اودوملا یخ را لیس می‌زد و آب آن را که ذوب می‌شد، می‌نوشید. همان‌طور که او در حال لیسیدن یخ بود، سر یک غول و در ادامه بدن او ظاهر شد. بعد از سه روز، غول دیگری از میان یخ‌ها ظاهر شد. حالا گروه کوچکی از غول‌های یخی وجود داشت که در بخش پایینی، یعنی در نیفل‌هایم سکونت داشتند. «بوری» اولین غولی بود که اودوملا او را از میان یخ‌ها رها کرد. او پسری به نام «بور» داشت که با «بستلا»، دختر غولی به نام «بولتورن» ازدواج کرد. این زوج صاحب سه فرزند به نام‌های «اُدین» و «ویلی» و «وه» شدند. این سه نفر اولین سه خدای اسکاندیناویا بودند و رهبر آن‌ها ادین بود.
یمیر پیوسته با این سه خدا در حال ستیز بود و اغلب به آن‌ها حمله می‌کرد. سرانجام این سه با هم همدست شدند و او را کشتند. جریان خونی که از رگ‌های یمیر خارج شد، تمام دیگر غول‌های یخی، به‌جز «برگلمیر» (نوهٔ یمیر) و همسرش را غرق کرد. آن‌ها با قایقی چوبی که از یک تنهٔ درخت ساخته شده بود، فرار کرده و در مکانی به‌نام «یوتون‌هایم» ساکن شدند. سپس این سه خدا، دنیا را از جسد یمیر ساختند. استخوان‌های سالم او را تبدیل به کوه‌ها کردند، خون او، رودخانه‌ها و دریاچه‌ها و دریاها شد و جمجمه‌ی او گنبد بزرگ آسمان را ساخت. آن‌ها بارقه‌هایی را از سرزمین موسپل‌هایم به‌سمت بالا و آسمان انداختند تا خورشید و ماه و ستارگان را به‌وجود آورند. سپس این خدایان از درخت زبان گنجشک اولین مرد را به نام «اسک» و از درخت نارون قرمز اولین زن را به نام «امبلا» ساختند.
معروف‌ترین ایزدان اساطیر اسکاندیناوی، اُدین، ثور، لوکی، بالدر، نیورد، فریر و فریا هستند. اینها آشکارترین شخصیت‌ها هستند، هرچند برخی از آن‌ها دارای شخصیت‌های مبهم‌تر و تیره‌تری نیز هستند، مانند تیر، ایزد دلاور جنگ. اسطوره‌های مربوط به ستیز بین ایزدان و غولان، معرف مبارزهٔ دایمی بین آشوب و نظم است. مفهوم دقیق سرنوشت نیز در اساطیر اسکاندیناوی نافذ است. اودین کسانی را برمی‌گزید که در نبرد کشته می‌شدند؛ و راگناروک، نبرد بزرگ و پایانی بین ایزدان و غولان، اجتناب‌ناپذیر بود. مردم معتقد بودند که سرنوشتشان در دست آن‌ها نبود و اسطوره‌ها باعث می‌شدند که این نکته را بپذیرند و از اعمال نمونه‌وار ایزدان پیروی کنند. ایزدان که آینهٔ پیوندهای محکم خانوادگی جامعهٔ شمال اروپا بودند، گروه به هم گره خورده‌ای به‌شمار می‌رفتند که به یکدیگر یاری می‌رساندند و حامی یکدیگر و سخت به هم وفادار بودند. اساطیر اسکاندیناوی، مخاطب را از به هم آمیختگی دو گسترهٔ آتش و یخ به پایان جهان می‌برد، آنگاه آتش و آب حیاتی را که آن‌ها پدیدآورده بودند، از نو مطالبه خواهد کرد. با وجود این، هستی در آنجا کاملاً به پایان نمی‌رسد؛ زمین بعد از دوره راگناروک، از نو ظاهر می‌شود، شسته و تمیر و نو، آنگاه که فرزندان ایزدان، زمینی را که پدرانشان رها کرده بودند، دوباره پس می‌گیرند و زندگی از نو آغاز می‌گردد.

## دین و پرستش
پرستش ایزدان شمال به چند طریق انجام می‌شد، از پرستش تندیس‌های ثور، اودین و فریر در پرستشگاه باشکوه آپسالای سوئد گرفته که در آنجا قربانی‌های انسانی نیز انجام می‌شد تا پیشکش‌های ساده خوراکی که به درختزارها، صخره‌ها و تخته سنگ‌هایی که فکر می‌کردند ایزدان حامی آن‌ها در آنجا به سر می‌برند، نثار می‌کردند. محراب‌های سنگی را نیز در فضای باز برای این‌گونه قربانی‌ها می‌ساختند.
خصایص طبیعی این چشم‌اندازها نیز احتمالاً برای پرستش اهمیت داشت. نمونه‌اش «کوه مقدس» در غرب ایسلند است. ثورولف موستور بیرد، پیرو وفادار ثور، این کوه را به جایگاه مقدسی بدل کرد که هیچ‌کس بدون غسل نمی‌توانست بدان درنگرد، و به هیچ موجود زنده‌ای در آنجا نمی‌توانستند آزار برسانند. او یکی از نخستین ساکنان ایسلند بود که قصه‌اش مربوط به بخش‌های نخستین حماسه ایسلندی اربیگیا است.

## مدارک
الفبای رونی ژرمنی، که خصایص ویژه و رازگونه‌ای در اساطیر شمال اروپا داشت، برای نوشتن متن‌های طولانی وضع نشده بود، از این رو، فقط مدارک نوشتاری از آن دوره از ناظران خارجی، مثلاً از مورخ رومی، تاسیتوس در دست است. منابع مهم نوشتاری برای اساطیر شمال، از سدهٔ ۱۳ میلادی و از ایسلند است، جایی که اعتقاد به ایزدان کهن قرن‌های متمادی دوام داشت. در حدود ۱۲۲۰ م. اسنوری استورلوسون دانشمند فرهیختهٔ ایسلندی، زمیندار بزرگ، شخصیت مهم سیاسی، در جهان مسیحی، کتابی مشروح نوشت شامل همه اطلاعاتی که تا امروز دربارهٔ ایزدان و اساطیر عصر کافرکیشی قابل استفاده است و شاعران هرگز در آینده آن را به فراموشی نخواهند سپرد. با توجه به تیزبینی او در حفظ این مدارک، ما چشم‌انداز کاملی از اساطیر شمال در دست داریم که از طریق کتابش اِدا به ما رسیده است. دیگر منبع مهم حاوی اطلاعات اساطیری نیز از سدهٔ ۱۳ م. از ایسلند است، هرچند احتمالاً از روزگاری کهن‌تر است شامل مجموعه‌ای از اشعار اساطیری به نام‌های ادای شاعرانه و ادای منثور. افزون بر این، منبع ناکاملی از حماسه‌های ایسلندی و مدارک مهم باستان‌شناختی در دست است، مثل یافته‌هایی از مدفن کشتی باشکوه که در آزبرگ در نروژ و ساتن‌هو در آنگلیای شرقی انگلستان حفاری شده است. از روی همهٔ این منابع می‌توان تصویری از اساطیر این خطه را ترسیم کرد.

## آسیر یا آس‌ها
مجموعه خدایان اصلی مردمان نورس که شامل اودین (خدای اصلی) و فرزندان او می‌شده است (اودین ماهیتی بسیار متغیر و عجیب داشت گاهی خوب و گاهی بد). خدای مهم دیگر ثور، حامی جنگجویان بود. اما اکثر این خدایان به مفاهیمی چون قدرت‌طلبی و جنگ روی قلمرو بسته بودند. این خدایان اساطیر نورس که اصلی‌ترین دستهٔ آن‌ها را ازیز گفته‌اند به قدرت خدایان اساطیری کهن نبوده‌اند. از جمله آنکه میرا بودند و سیب‌های جوانی جاوید ایدون منبع اصلی نیروی آن‌ها بود.

### یوتون‌ها
یوتون‌ها یا ژیان‌ها، یا غول‌ها در برخی نسخه‌ها دشمنان اصلی آس‌ها بودند. اینان بازماندگان غول‌های یخی اولیه بودند و هماورد نهایی خدایان به‌شمار می‌آمدند.

### ونیر
دومین گروه خدایان اسکاندیناوی و خویشاوندان آس‌ها بودند. اینان سرزمین خاص خود را داشتند که واناهایم نامیده می‌شد. اینان برای صلح با آسیر، گروگان مبادله کردند. نیورد پدر آن‌ها بود. ونیرها بیشتر خدایان باروری و زراعت بودند.

### نورن‌ها
نورن‌ها در اساطیر اسکاندیناوی نیمه الهگان، یا فرشتگان سرنوشت هستند. این سه خواهر به نام‌های اورد (به معنی سرنوشت)، ورداندی (بایستگی و ضرورت) و اسکولد (زمان حال) هم سرنوشت انسان‌ها و هم سرنوشت خدایان و هم جریان‌های طبیعی و دائمی کیهان را کنترل می‌کنند.

### فرجام
برخلاف اساطیر کهن مفهوم فرجام در اساطیر نوردیک بسیار مهم و اساسی است. سرنوشت جهان کاملاً مشخص است و در مورد آن و چگونگی وقوعش یقین وجود دارد. این مفهوم به احتمال قریب به یقین از باورهای عیسویان و مکاشفهٔ یوحنا نشأت گرفته است. همچنین سختی شرایط و محیط زندگی خشن این مردمان آن‌ها را به وجود و لزوم وقوع جهانی بهتر و گرمتر ترغیب می‌کرده است. سرنوشت از پیش رقم زده شده و غیرقابل اجتناب است. اوج آن راگناروک یا نابودی جهان است. این دورهٔ فرجامین زمان را باید با آن روبه‌رو شد، اما پایان همه چیز نیست؛ بلکه جهانی نو پس از آن آغاز می‌گردد.

## نگارخانه

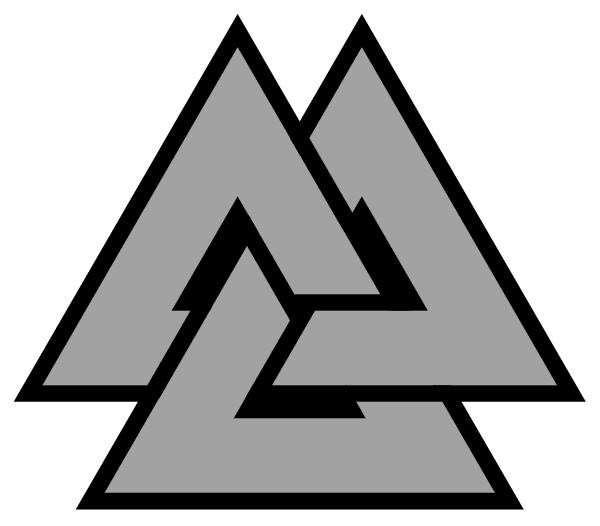
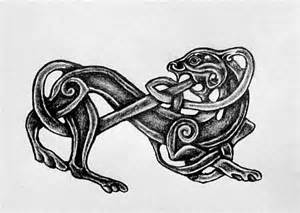
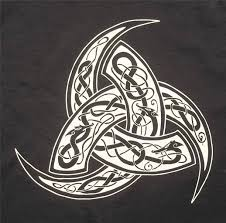
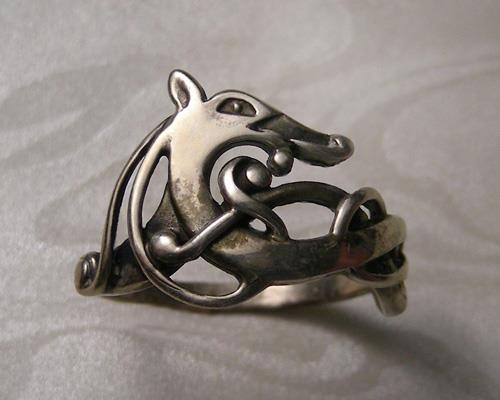